# Nomioides deceptor
Nomioides deceptor är en biart som beskrevs av Saunders 1908. Nomioides deceptor ingår i släktet Nomioides och familjen vägbin. Inga underarter finns listade i Catalogue of Life.